# کولولا.کام

کولولا.کام (به انگلیسی: Kulula.com) یک شرکت هواپیمایی با کد یاتا MN است که در تاریخ ۲۰۰۱ میلادی تأسیس شده است. دفتر مرکزی کولولا.کام در خاوتنگ، آفریقای جنوبی واقع شده است و به ۶ مقصد، پرواز مستقیم انجام می‌دهد.